# جوي كورا
جوي كورا (بالإنجليزية: Joey Cora) هو لاعب كرة قاعدة أمريكي، ولد في 14 مايو 1965 في كاغواس في الولايات المتحدة.

## وصلات خارجية
- جوي كورا على موقع دوري كرة القاعدة الرئيسي (الإنجليزية)
- جوي كورا على موقعبيزبول رفرنس.كوم (الدوري الرئيسي) (الإنجليزية)
- جوي كورا على موقعبيزبول رفرنس.كوم (الدوري الثانوي) (الإنجليزية)
- جوي كورا على موقع إي إس بي إن.كوم (أم.أل.بي) (الإنجليزية)
- جوي كورا على موقع مشجعي الرسوم البيانية (الإنجليزية)